# Песьяков, Сергей Александрович
Серге́й Алекса́ндрович Песьяко́в (род. 16 декабря 1988, Иваново, СССР) — российский футболист, вратарь клуба «Крылья Советов». Провёл два матча за сборную России.

## Клубная карьера
Воспитанник ивановского футбола (первый тренер — Владимир Бутов). Первоначально играл на позиции нападающего, но после разгромного поражения своей команды решил попробовать позицию вратаря. На взрослом уровне дебютировал в составе ярославского «Шинника» в 2006 году во второй половине сезона, сыграл 2 матча, пропустив 5 мячей. В 2007 году Песьяков был отдан в аренду в ивановский «Текстильщик-Телеком», где к концу сезона стал основным вратарём команды, проведя 13 матчей и пропустив 27 мячей. По итогам сезона 2007 «Текстильщик-Телеком» вылетел из Первого дивизиона, и Песьяков вернулся в «Шинник».
Сезон 2008, когда «Шинник» год спустя вернулся в Премьер-лигу, Песьяков начинал в качестве вратаря молодёжного состава. Во второй половине чемпионата считавшийся основным вратарь «Шинника» Алексей Степанов из-за неуверенной игры попал в запас, и его место в воротах занял Сергей Песьяков.
14 июля 2009 года перешёл в московский «Спартак», где первоначально стал выступать за дублирующий состав.
21 июля 2010 года Песьяков дебютировал в составе «Спартака» в матче чемпионата России с «Сибирью»; хотя в этой игре он пропустил 3 гола, один из которых произошёл по его ошибке, «Спартак» выиграл встречу 5:3. В следующей игре, с «Крыльями Советов», Песьяков не пропустил; матч завершился вничью 0:0. 21 августа, в игре с «Томью», Песьяков был удалён с поля за «фол последней надежды».
23 декабря 2010 года Песьяков был арендован клубом «Томь» сроком на один сезон. В декабре 2011 года перешёл на правах аренды в «Ростов», за который провёл 2 матча в кубке России.
Из-за проблем с лимитом на легионеров в команде украинский вратарь Андрей Дикань потерял место в стартовом составе, вместо него основным вратарём стал Сергей Песьяков. 10 марта 2013 года стартовала вторая часть чемпионата, «Спартак» встречался с «Тереком», Сергей пропустил 1 гол на 78 минуте после удара со штрафного Маурисио.
5 сентября 2014 года участвовал в матче открытия первого стадиона в истории клуба «Спартак» Москва. Под руководством швейцарского тренера Мурата Якина «Спартак» сыграл вничью (1:1) с сербской командой «Црвена Звезда» из города Белград. В этом матче вышел на замену.
По мнению экс-тренера «Спартака» Валерия Карпина, Песьяков является одним из лучших вратарей в мире по игре ногами, что Песьяков не раз доказывал в матчах за «Спартак».
В августе 2015 года «Анжи» арендовал Песьякова у «Спартака» до конца сезона 2015/16. Выступая за «Анжи», провёл 11 матчей, в которых пропустил 21 мяч. В декабре 2015 года «Анжи» досрочно вернул игрока «Спартаку».
9 июня 2017 года Песьяков перешёл в «Ростов», контракт подписан на 2 года. В середине РФПЛ 2017/18 потерял место в стартовом составе, его место занял Илья Абаев. Но в середине сезона 2018/19 Песьяков вновь занял место в воротах. 7 июня 2019 года Песьяков продлил контракт с «Ростовом» на три года.
27 мая 2024 года на правах свободного агента перешёл в самарские «Крылья Советов», подписав контракт до конца сезона 2024/25. Дебютировал за клуб 1 августа, выйдя в основном составе в гостевом кубковом матче против махачкалинского «Динамо».

## Карьера в сборной
Песьяков привлекался к играм за юношескую сборную России (до 19 лет), участвовал в чемпионате Европы 2007 года, где отстоял на «ноль» встречу с французской сборной. В июне 2009 провёл первый матч за молодёжную сборную против сборной Фарерских островов.
В мае 2019 года попал в расширенный список сборной России на матчи со сборными Сан-Марино и Кипра.
16 августа 2021 года получил вызов в основную сборную России для подготовки к матчам отборочного турнира чемпионата мира.

## Достижения
«Спартак» (Москва)
- Чемпион России: 2016/17

«Спартак-2» (Москва)
- Победитель Первенства ПФЛ: 2014/15 (зона «Запад»)